# Théâtre Centrepointe
Le Théâtre Centrepointe, également connu sous le nom de Théâtres Meridian @ Centrepointe ou Théâtres Meridian à Centrepointe, est un bâtiment événementiel situé à Ottawa (Ontario, Canada). 

## Histoire
Le théâtre ouvre ses portes en 1988 et appartient à la ville d'Ottawa. Le théâtre se compose d'une grande scène principale (954 places) et du plus petit Studio Les Lye (max. 234 places), qui porte le nom de l'acteur Les Lye,,. Le personnel et l'organisation de la maison se composent à la fois d'une direction professionnelle et de plus de 200 bénévoles. Parmi les nombreux artistes qui se sont produits au théâtre figurent Peter Ustinov, Christopher Plummer, Liona Boyd, Sarah McLachlan et Matthew Good.